# Atomaria vespertina
Atomaria vespertina är en skalbaggsart som beskrevs av Mäklin 1853. Atomaria vespertina ingår i släktet Atomaria, och familjen fuktbaggar. Arten är reproducerande i Sverige.